# Gare de Hodogaya
La gare de Hodogaya (保土ケ谷駅, Hodogaya-eki) est une gare ferroviaire de la ville de Yokohama, dans la préfecture de Kanagawa, au Japon. La gare est gérée par la JR East.

## Situation ferroviaire
La gare de Hodogaya est située au point kilométrique (PK) 34,7 de la ligne Yokosuka.

## Histoire
La gare a été inaugurée le 11 juillet 1877.

## Services aux voyageurs

### Accès et accueil
La gare dispose d'un bâtiment voyageurs, avec guichets, ouvert tous les jours.

### Desserte
- Ligne  Yokosuka :
  - voie 1 : direction Yokohama et Tokyo (interconnexion avec la ligne Sōbu pour Chiba)
  - voie 2 : direction Kurihama

- Ligne  Shōnan-Shinjuku :
  - voie 1 : direction Yokohama, Shinjuku et Ōmiya
  - voie 2 : direction Ōfuna